# Assunta Spina
Assunta Spina és una pel·lícula del 1915 i és considerada una de les pel·lícules del cinema mut italià amb més èxit. Fora d'Itàlia també es coneix amb el títol de Sangue Napolitano. Fou rodada a Nisida, Bagnoli, Coroglio i a l'illa de Procida
Francesca Bertini, que ja havia actuat al teatre en el drama de Salvatore Di Giacomo en una paper secundària, porta el paper de protagonista i intervé amb una certa freqüència en la posada en escena, per ser considerada codirectora de la pel·lícula. Per declarar el paper és el mateix Gustavo Serena:
| « | "I qui la podria aturar? Bertini estava tan exaltada pel fet de fer el paper d'Assunta Spina que s'havia convertit en un volcà d'idees, iniciatives i suggeriments. En perfecte dialecte napolità, organitzava, manava, movia els extres, el punt de vista, l'angle de la càmera; i si no estava convençuda d'una determinada escena, fingia refer-la segons els seus punts de vista. | » |

## Sinopsi
Assunta Spina està compromesa amb un carnisser anomenat Michele Boccadifuoco, però també és festejada per Raffaele, a qui Assunta es nega sense dubtar-ho. Per venjar-se, Raffaele envia una carta anònima a Michele dient que la seva xicota quan treballa es consola amb una altra persona. Per tant, Michele decideix portar Assunta Spina a Nàpols trobant-li feina a una bugaderia propera a la seva carnisseria. L'aniversari d'Assunta, el seu xicot Michele la porta a Posillipo però ell no li dona molta atenció, fins que no arriba Raffaele. Malgrat tot, decideix ballar amb Raffaele i el drama surt a l'escenari: Michele, encegada per la ira, colpeja Assunta i posteriorment és arrestat. Durant el judici, declara per salvar-lo, afirmant que Michele no la va pegar, però el jurat no la creu. Michele és condemnada a dos anys. Assunta decideix llavors acceptar la proposta del vicerector Federigo Funelli, per garantir que Michele es quedi a la presó més propera a Nàpols o esdevingui el seu amant. Des de la presó, Michele continua escrivint cartes a Assunta, però mai no li respondrà. De fet, Assunta s'adona que ja no està enamorada de Michele. Al cap d'un any i mig, Boccadifuoco és alliberat i va immediatament a buscar la seva xicota al safareig, però en adonar-se que Assunta ja no té sentiments per ell sinó per un altre, surt i mata a Federigo, del qual Assunta, que va ser el seu amant temps, s'havia enamorat. Aleshores Assunta es declara culpable del delicte que no ha comès davant la policia.

## Repertiment
- Francesca Bertini - Assunta Spina[3]
- Gustavo Serena - Michele Boccadifuoco
- Carlo Benetti - Don Federigo Funelli
- Luciano Albertini - Raffaele
- Amelia Cipriani - Peppina
- Antonio Cruichi - Pare d'Assunta
- Alberto Collo - Oficial
- Alberto Albertini

## Altres versions
El 1929 la trama d' Assunta Spina va inspirar una nova pel·lícula dirigida per Roberto Roberti. Una altra fou produïda el 1948, dirigida per Mario Mattoli, i protagonitzada per Anna Magnani i Eduardo De Filippo.

## Restauració
La pel·lícula fou restaurada per la Cineteca di Bologna en col·laboració amb el Museu nacional del cinema de Torí, aquesta edició restaurada és disponible en DVD el 2015 com a part de la col·lecció "Cinemalibero" de la Cineteca di Bologna.